# Арчутта
Арчутта — упразднённое село в Лакском районе Дагестана. На момент упразднения входило в состав Хуринского сельсовета. Упразднено в 1971 году.

## Географическое положение
Село располагалось на западном склоне долины реки Хунних (приток реки Казикумухское Койсу), в 1 км к юго-западу от села Хуна.

## История
По данным на 1926 год село Арчутта состояло из 20 хозяйств, в административном отношении входило в состав Ахарского сельсовета Лакского района. По данным на 1939 год село входило в состав Ахарского сельсовета. В 1945 году сельсовет был ликвидирован, село передано в состав Хуринского сельсовета. Являлось отделением колхоза имени У.Буйнакского села Хурукра. Указом Президиума Верховного Совета ДАССР от 27. 10. 1971 года село Арчутта исключено из учёта в связи с переселением.

## Население
| Год       | 1895 | 1908 | 1926 | 1939 | 1970 |
| --------- | ---- | ---- | ---- | ---- | ---- |
| Население | 76   | 82   | 51   | 80   | 10   |

По переписи 1926 года, 100 % населения составляли лакцы.